# Pépito Elhorga
Pépito Elhorga (Agboville, 6 de enero de 1978) es un exjugador francés de rugby nacido en Costa de Marfil que se desempeñaba como fullback.

## Selección nacional
Fue convocado por primera vez a Les Bleus en junio de 2001 para enfrentar a los All Blacks y jugó irregularmente con ellos hasta su última convocatoria en junio de 2008. En total disputó 18 partidos y marcó tres tries (15 puntos).

### Participaciones en Copas del Mundo
Solo disputó una Copa del Mundo; Australia 2003 donde los franceses cayeron en semifinales frente al XV de la Rosa.
| Mundial                       | Sede      | Resultado     | PJ | Tries |
| ----------------------------- | --------- | ------------- | -- | ----- |
| Copa Mundial de Rugby de 2003 | Australia | Cuarto puesto | 4  | 1     |

## Palmarés
- Campeón del Torneo de las Seis Naciones de 2004 con Grand Slam.